# Brad Tandy
Bradley Edward Tandy dit Brad Tandy, né le 2 mai 1991 à Ladysmith, est un nageur sud-africain.

## Carrière
Bradley Tandy termine sixième de la finale du 50 mètres nage libre aux Jeux olympiques d'été de 2016 à Rio de Janeiro.
Il est médaillé d'argent du 50 mètres nage libre et médaillé de bronze du relais 4 x 100 mètres quatre nages aux Jeux du Commonwealth de 2018 à Gold Coast. Il participe par la suite aux Championnats du monde de natation en petit bassin 2018 à Hangzhou, où il remporte la médaille de bronze sur 50 mètres nage libre.
Aux Jeux africains de 2019 à Casablanca, il remporte deux médailles d'or, sur les relais 4 x 100 mètres nage libre et 4 x 100 mètres nage libre mixte, ainsi qu'une médaille de bronze sur 50 mètres nage libre.
Il est éliminé en séries du 50 mètres nage libre aux Jeux olympiques d'été de 2020 à Tokyo.